# Романово (Старицький район)
Романово (рос. Романово) — присілок в Старицькому районі Тверської області Російської Федерації.
Населення становить 106 осіб. Входить до складу муніципального утворення Степуринське сільське поселення.

## Історія
Від 2005 року входить до складу муніципального утворення Степуринське сільське поселення. Раніше населений пункт належав до Романовського сільського округу.

## Населення
| 1859 | 1897 | 1996 | 2002 | 2010 |
| ---- | ---- | ---- | ---- | ---- |
| 542  | ↗662 | ↘143 | ↘107 | ↘106 |